# Felice Cavagnis
 Felice Cavagnis (ur. 15 stycznia 1841 w Bordogna, zm. 29 grudnia 1906 w Rzymie), włoski duchowny rzymskokatolicki, kardynał.

## Życiorys
Święcenia kapłańskie przyjął w 19 września 1863 w Bergamo z rąk Pier Luigi Speranza biskupa Bergamo. Prosekretarz (1893-1896) i sekretarz (1896-1901) Świętej Kongregacji Nadzwyczajnych Spraw Kościoła. Kreowany kardynałem diakonem  na konsystorzu 15 kwietnia 1901.Uczestnik konklawe w 1903.